# Campionati europei di ciclismo su pista 2018 - Americana femminile
L'americana femminile ai Campionati europei di ciclismo su pista 2018 si è svolta il 7 agosto 2018 presso la Commonwealth Arena and Sir Chris Hoy Velodrome di Glasgow, nel Regno Unito.

## Podio
| Pos.    | Atleta                        | Nazionalità |
| ------- | ----------------------------- | ----------- |
| Oro     | Amalie Dideriksen Julie Leth  | Danimarca   |
| Argento | Gulnaz Badykova Diana Klimova | Russia      |
| Bronzo  | Amy Pieters Kirsten Wild      | Paesi Bassi |

## Risultati
120 giri (30 km) con sprint intermedi a punti ogni 10 giri
| Posizione | Atleti                                        | Nazione       | Punti giri | Punti sprint | Totale |
| --------- | --------------------------------------------- | ------------- | ---------- | ------------ | ------ |
| 1         | Amalie Dideriksen Julie Leth                  | Danimarca     | 20         | 22           | 42     |
| 2         | Gulnaz Badykova Diana Klimova                 | Russia        | 20         | 18           | 38     |
| 3         | Amy Pieters Kirsten Wild                      | Paesi Bassi   |            | 34           | 34     |
| 4         | Katie Archibald Laura Kenny                   | Gran Bretagna |            | 28           | 28     |
| 5         | Letizia Paternoster Maria Giulia Confalonieri | Italia        |            | 14           | 14     |
| 6         | Lotte Kopecky Jolien D'Hoore                  | Belgio        |            | 10           | 10     |
| 7         | Coralie Demay Pascale Jeuland                 | Francia       |            | 7            | 7      |
| 8         | Lydia Boylan Lydia Gurley                     | Irlanda       |            | 3            | 3      |
| 9         | Daria Pikulik Wiktoria Pikulik                | Polonia       |            | 2            | 2      |
| 10        | Anna Nahirna Oksana Kliachina                 | Ucraina       |            | 1            | 1      |
| 11        | Anna Knauer Lisa Küllmer                      | Germania      |            |              | 0      |
| 12        | Ina Savenka Palina Pivavarava                 | Bielorussia   |            |              | 0      |
| 13        | Andrea Waldis Aline Seitz                     | Svizzera      | –40        | 4            | –36    |
| 14        | Lucie Hochmann Kateřina Kohoutková            | Rep. Ceca     | –60        |              | –60    |
| 15        | Ane Iriarte Eukene Larrarte                   | Spagna        | –80        |              | -80    |
| DNF       | Tereza Medveďová Alžbeta Bačíková             | Slovacchia    | –40        |              |        |

- DNF = prova non completata